# Metsamor (Echmiadzin)
Metsamor (in armeno Մեծավան), noto fino al 1946 come Ghamarlu, è un comune di 1 452 abitanti (2017) della Provincia di Armavir in Armenia.